# Leucophotis pulchra
Leucophotis pulchra là một loài bướm đêm trong họ Crambidae.